# Сушена бринза
Сушена бринза — сушений подрібнений розсольний сичужний козячий сир кремового кольору з насиченим виразно-солоними смаком, з пряно-гострими, трав’яними і тваринними нотами. Виготовляється із непастеризованого молока кіз бессарабської породи народної селекції — болгарської строкатої кози.
Є похідним продуктом із причорноморської південно-бессарабської козячої бринзи, яка є нащадком розсільних сирів, що виготовлялися в чорноморських полісах давньогрецької цивілізації, а пізніше на теренах Римської Імперії, частиною якої був зазначений український регіон. Проте продукт пройшов свій власний еволюційний шлях.
Основною особливістю Причорноморської козячої бринзи є сам факт використання козячого молока, на відміну від інших регіонів України, де використовують овече або коров’яче молоко. Крім того, степова галофітна рослинність, що є кормовою базою кіз, надає цьому продукту унікальні смакові властивості.
Сушена бринза є невід’ємною частиною бессарабської кухні, яка представлена кухнями молдован, липован, болгар, гагаузів та українців. Ці національні меншини мають схожі рецепти переробки (сушіння) свіжої козячої бринзи. Вона постійно присутня на столі як спеція та частина багатокомпонентних страв, рецепти яких є сімейною спадщиною впродовж, щонайменше, трьох-чотирьох поколінь.
Продукт в основному виробляється для власного споживання. Але останнім часом носії традиції виробляють сушену бринзу з локальними травами та реалізують туристам як гастрономічний сувенір або в мережі інтернет.